# Лемм, Хайнц-Георг
Хайнц-Георг Лемм (нем. Heinz-Georg Lemm; 1 июня 1919 — 17 ноября 1994) — немецкий офицер пехоты во Второй мировой войне, полковник (с марта 1945), кавалер Рыцарского креста с Дубовыми листьями и Мечами (самый молодой из получивших эти награды и самый молодой полковник вермахта).

## Начало карьеры
В 1935 году в возрасте 16 лет поступил добровольцем на военную службу. В 1937 году окончил военное училище, получил звание лейтенанта, направлен в 12-ю пехотную дивизию командиром взвода.

## Вторая мировая война
Участвовал в Польской кампании, получил Железный крест 2-й степени.
Во Французской кампании получил штыковое ранение, награждён Железным крестом 1-й степени.
В начале германо-советской войны — командир роты. Бои в Прибалтике, затем — в Демянском котле. В декабре 1941 года награждён Золотым немецким крестом. С апреля 1942 года — в звании капитана. Затем бои в районе Старой Руссы, назначен командиром батальона, в апреле 1943 года награждён Рыцарским крестом и произведён в звание майора.
За бои в районе Могилёва в июле 1944 года награждён Дубовыми листьями к Рыцарскому кресту и назначен командиром полка. В октябре 1944 после тяжёлых боёв в Белоруссии 12-я пехотная дивизия была переброшена на Западный фронт (в район Арденн, для участия в контрнаступлении немецких войск) и переформирована в 12-ю пехотную дивизию народного ополчения. В ноябре 1944 года Лемму присвоено звание подполковника.
В марте 1945 года Лемм награждён Мечами (№ 137) к Рыцарскому кресту с Дубовыми листьями, произведён в звание полковника (в возрасте 25 лет).
В апреле 1945 года взят в американский плен в Рурском котле.

## После войны
Отпущен из плена в 1950 году.
С 1957 года — на службе в бундесвере. С 1963 года — бригадный генерал, командир 7-й мотопехотной бригады. С 1970 года — генерал-майор, командир 5-й танковой дивизии. С 1974 года — генерал-лейтенант, начальник управления в штабе бундесвера. С 1979 года — в отставке.